# Зелений Ліхтар (мультсеріал)
Зелений Ліхтар (англ. «Green Lantern: The Animated Series») — комп'ютерний анімаційний телесеріал про однойменного персонажа DC Comics.

## Сюжет
Серіал розповідає про пригоди Хела Джордана — Зеленого Ліхтаря сектора 2814 і його союзника — Кіловога. Головні антагоністи серіалу — Червоні Ліхтарі на чолі з лиходієм Атроцітусом і Мисливці на людей. Керол Ферріс, Салаак, Сайд, Святий Волкер і Зіліус Зокс з'являться як другорядні персонажі. Починаючи з 14 серії головними лиходіями стають Мисливці і Анти-Монітор.

## Головні персонажі
1. Хел Джордан — Головний герой мультсеріалу. Зелений ліхтар землі. У 23 серії тимчасово стає Помаранчевим Агентом.
2. Кіловог — Друг і один з важливих персонажів Зелених ліхтарів. Протягом 1-го сезону у всьому допомагав Хелу
3. Рейзер — Член корпусу Червоних Ліхтарів. Зрозумівши що корпус Червоних Ліхтарів саме зло, переходить на бік Зелених Ліхтарів, залишаючись членом корпусу Червоних ліхтарів, щоб стати менш злим через гнів кільця сили червоних. Після війни відправився на Одім, де члени корпусу Синіх ліхтарів тренують стримувати його гнів, наприкінці 1-го сезону, коли Рейзер, переповнений надією знайти Айю, покидає Оа, ми бачимо, як синє кільце сили наздоганяє його в космосі.
4. Атроцитус — Головний антагоніст першої частини першого сезону, хоче помститися Правоохоронцям Оа, за те що вони створили Мисливців і зруйнували його світ. Програв Хелу, і його посадили у в'язницю.
5. Айа — Спочатку комп'ютерний навігатор винищувача, пізніше особистість. Відчуває сильні почуття до Рейзера, що допомагав їй багато разів. Перемогла Анти-Монітора, і стала злою через те що Рейзер зробив їй боляче, захотіла знищити все живе, вважаючи що емоції несуть страждання. Пізніше усвідомила все, і дізнавшись що вона не є просто машиною, а живою істотою з Зеленої Енергії. В кінці вбиває Мисливців і себе, щоб врятувати інших. Рейзер не вірив, що вона загинула і відправився її шукати, в надії її знайти і з цієї причини до Рейзера відправили синє кільце сили.